# VI. Fülöp spanyol király
VI. Fülöp (spanyolul: Felipe VI; Madrid, Spanyolország, 1968. január 30. –), apja lemondását követően Spanyolország királya 2014 júniusától. Államfőként Spanyolország legfelsőbb képviseletét látja el az ország nemzetközi kapcsolataiban, valamint ő a spanyol fegyveres erők főparancsnoka.
Fülöp 1968-ban született Francisco Franco diktatúrája idején, mint az akkori János Károly spanyol herceg és Zsófia görög és dán királyi hercegnő harmadik gyermeke, egyben egyetlen fia. Hivatalosan 1977-ben lett Asztúria hercege, két évvel azt követően, hogy édesapja király lett. 1985-ben csatlakozott a spanyol hadsereghez, hogy felkészüljön a fegyveres erők főparancsnokaként betöltött jövőbeli szerepére. Polgári és katonai tanulmányai befejezését követően apja mellett látott el különböző hivatalos szerepeket. Az egyik ilyen rendezvény sajtóeseményén ismerkedett meg Letizia Ortiz Rocasolánóval, akivel 2004-ben össze is házasodtak. Két leányuk született: Leonóra és Zsófia.
2014. június 19-én lett az ország királya, miután édesapja egészségügyi okokra hivatkozva váratlanul lemondott a trónról. Már Fülöp regnálásának első évében jelentősen javult a spanyol monarchia megítélése, népszerűségi és elfogadottsági indexe pedig beiktatása óta változatlanul magas. Hivatalba lépése óta került sor a katalán függetlenségi népszavazásra – amit Fülöp jogszerűtlennek tartott –, ami alkotmányos válságot idézett elő, és amely következtében menesztették Mariano Rajoy akkori miniszterelnököt.

## Életrajza

### Ifjúkora, származása

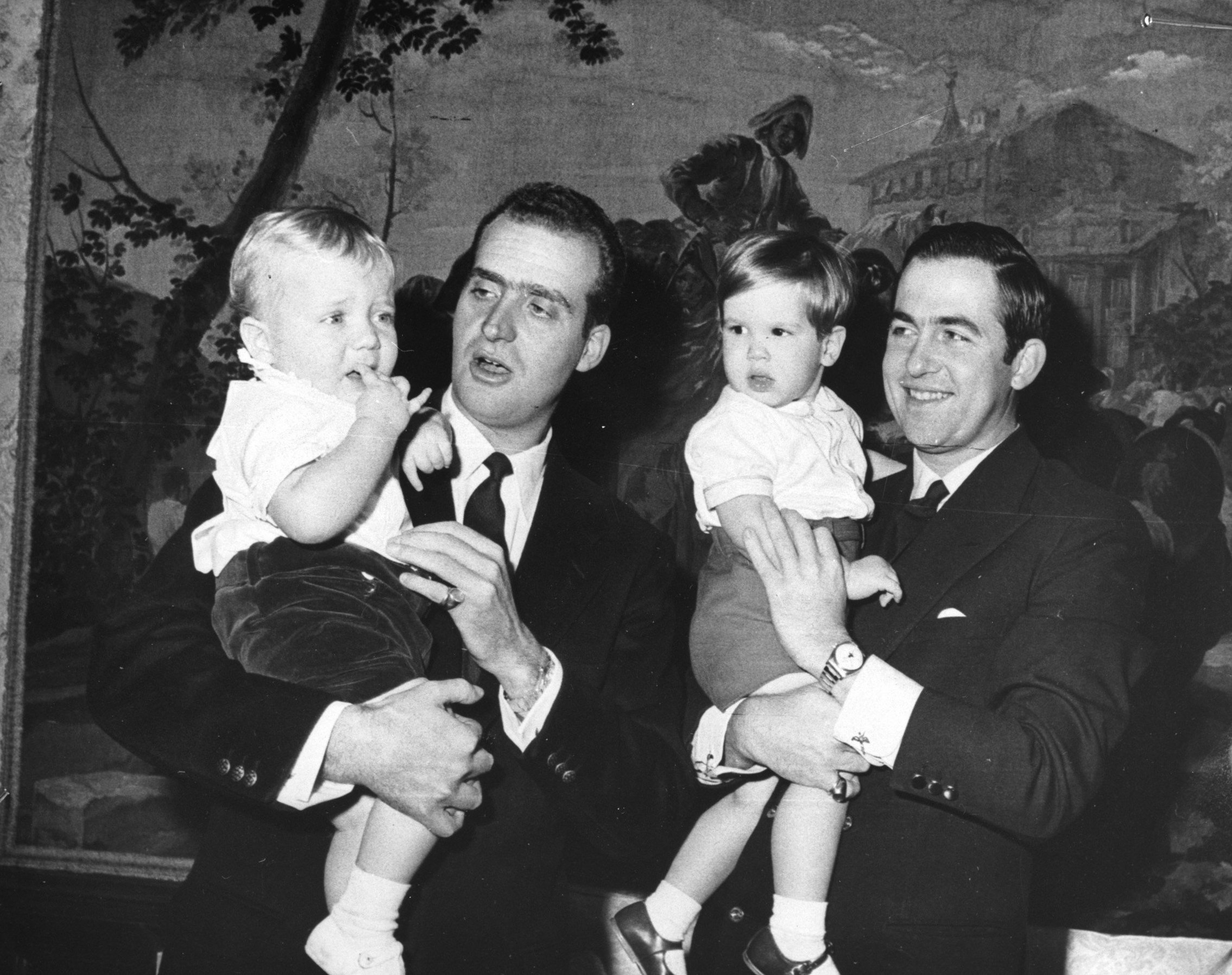
A kisgyermek Fülöp apja, János Károly kezében (balra), mellettük a szintén kisgyermek Pál (Fülöp unokatestvére) és apja, II. Konstantin görög király 1968-ban

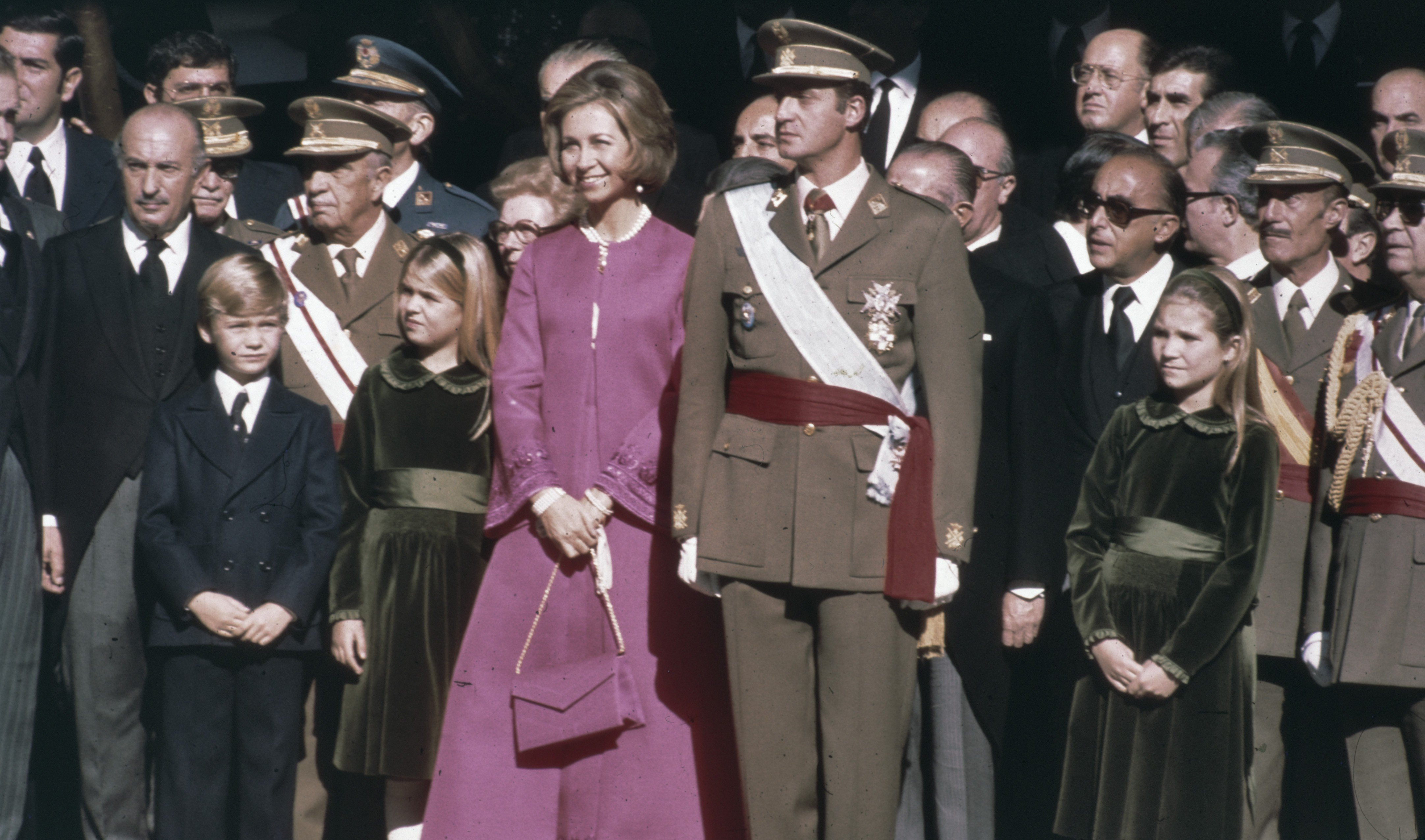
János Károly (középen) 1975. november 22-én, beiktatási ceremóniáján felesége, Zsófia, és gyermekei (balról jobbra): Fülöp, Krisztina és Elena társaságában

Fülöp 1968. január 30-án, kedden 12:45-kor született Madridban. Ő lett szülei, János Károly herceg és Zsófia hercegnő harmadik gyermeke, egyben első és egyetlen fia. Két nővére volt: Elena (1963) és Krisztina (1965). Keresztelőjére 1968. február 8-án került sor Casimiro Morcillo madridi érsek celebrálásában a Zarzuela palotában, a Jordán folyóból származó vízzel. Keresztszülei apai nagyapja, Barcelonai grófja és apai dédnagyanyja, Viktória Eugénia királyné, XIII. Alfonz spanyol király özvegye lettek.
A keresztségben szerzett teljes neve spanyolul: Felipe Juan Pablo Alfonso de Todos los Santos de Borbón y Grecia lett. Első keresztnevét, a Fülöpöt felmenőjéről, az első Bourbon-házi spanyol királyról, V. Fülöpről kapta (további neveit apai és anyai nagyszüleiről, János barcelonai grófról, valamint Pál görög királyról).

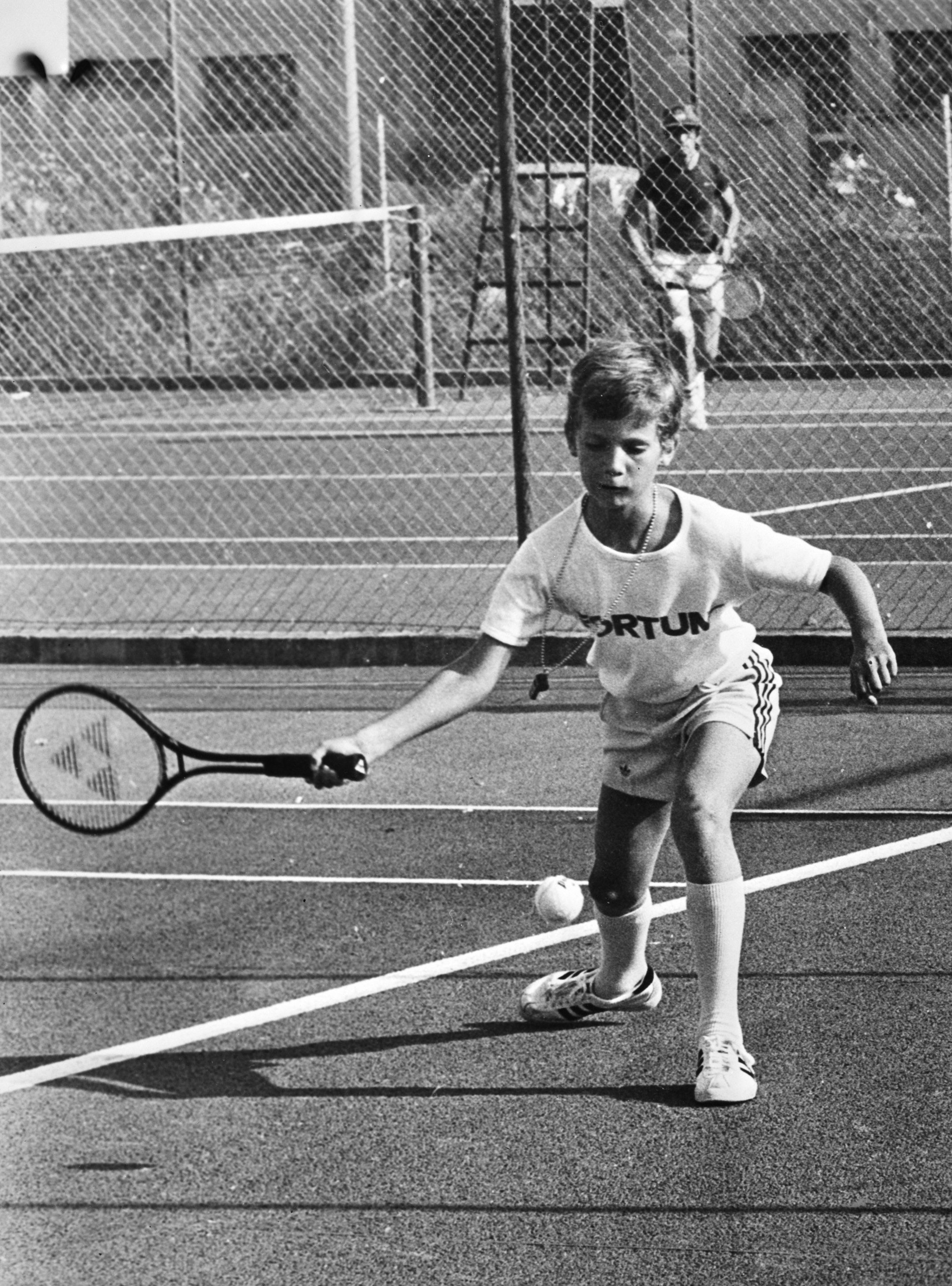
A fiatal Fülöp infáns teniszezik Mallorcán 1977 nyarán

A széles Bourbon-rokonság mellett anyja révén kapcsolatban áll a Schleswig–Holstein–Sonderburg–Glücksburg-házzal, így rokoni viszony fűzi több európai uralkodóhoz, többek között harmad-unokatestvére V. Harald norvég királynak, II. Margit dán királynőnek, valamint XVI. Károly Gusztáv svéd királynak is, továbbá másod-unokatestvére III. Károly brit király. Fülöp felmenői között számos korábbi európai monarcha megtalálható, így leszármazottja többek között Viktória brit királynőnek és II. Vilmos német császárnak is.
Nem sokkal születését követően megkapta a családjában korában szokásos spanyol infáns címet. A diktátor, Francisco Franco alig két hónappal az infáns nyolcadik születésnapja előtt, 1975. november 20-án elhunyt. Utódja, mint az ország államfője királyi titulusban Fülöp apja, János Károly lett, akit a diktátor még 1969-ben nevezett ki utódjának, mint Spanyolország hercege. Az ifjú Fülöp apja uralkodása alatt trónörökösként viszont már nem ezt, hanem a történelmi Asztúria hercege címet viselte. Első nyilvános szereplésére apja beiktatási ceremóniáján került sor 1975. november 22-én.

### Házassága és gyermekei

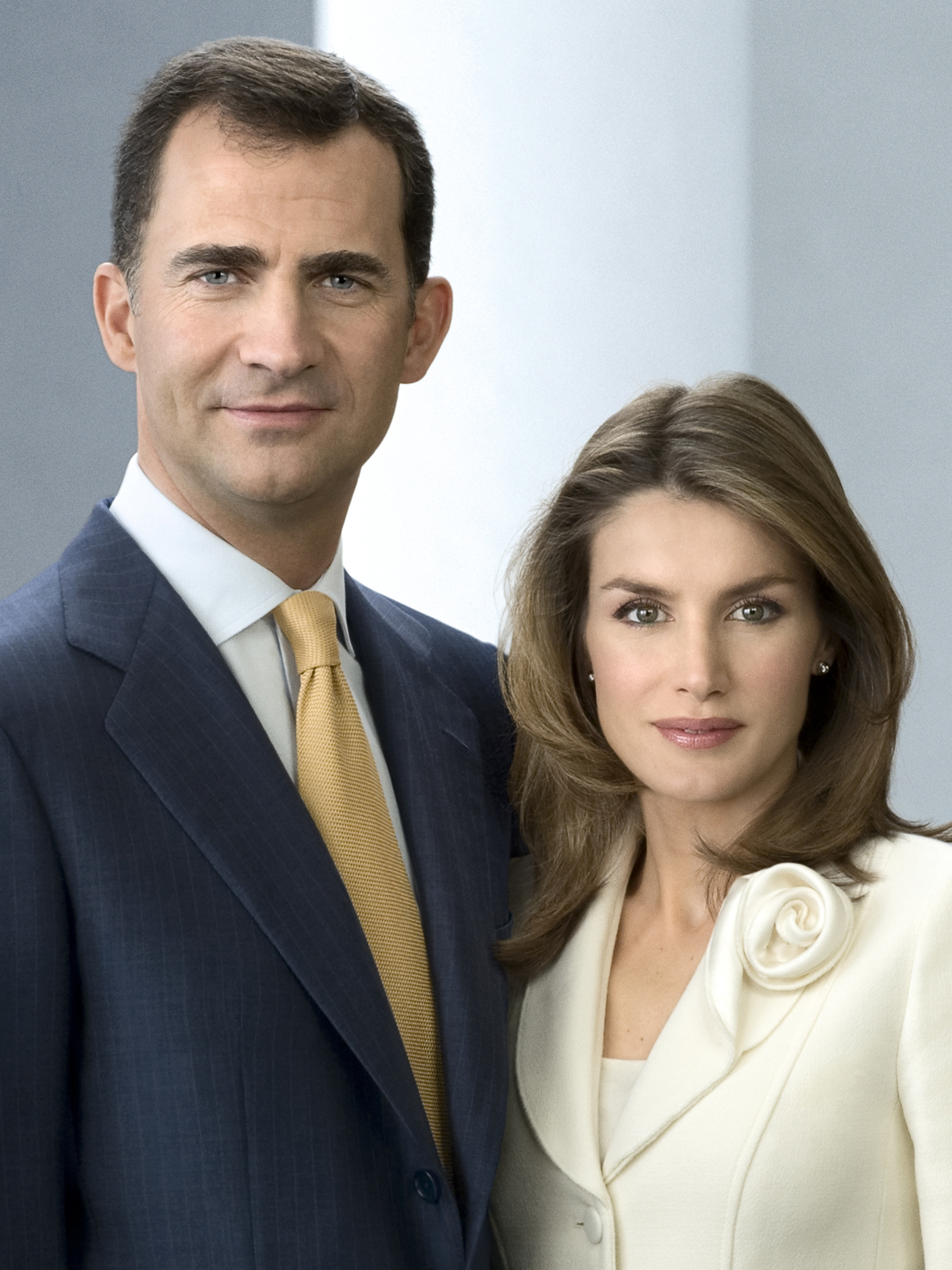
Fülöp király és Letícia királyné hivatalos portréjukon 2014-ben

A spanyol sajtó éveken keresztül foglalkozott Fülöp magánéletével. Nevét ugyan több nővel is kapcsolatba hozták, de csak két ismert viszonya volt: 1989 és 1991 között Isabel Sartoriussal, Mariño márkijának leányával, amely viszonyt azonban a királyi család, különösen Zsófia királyné hevesen ellenzett a szülők válása és a leány anyjának közismert kokainfüggősége miatt. Emellett ismert még Fülöp norvég fehérneműmodellel, Eva Sannummal való kapcsolata is.
2003. október 31-én egy televíziós műsorban jelent meg a hír, hogy Asztúria hercege eljegyezte Letizia Ortiz Rocasolánót, az országban közismert újságírót, televíziós műsorvezetőt, egyúttal elvált asszonyt. Egyes hírek szerint a királyi család azért tudta elfogadni Fülöp választottját, mert amellett, hogy az asztúriai herceg kész volt királyi címeit is feláldozni választottjáért, Zsófia királyné személyesen is megkedvelte Letíciát, míg a katolikus egyház arra való hivatkozással hagyta jóvá a nászt, hogy a nő korábbi házassága nem egyházi, csak polgári szinten kötettett.
Esküvőjükre 2004. május 22-én, az Almudena székesegyházban került sor, nem sokkal a madridi terrortámadásokat követően nagy létszámú katonai jelenlét mellett. A menyegzőt „az évszázad esküvőjeként” emlegették az országban, csak Spanyolországban több mint 25 millió néző követte a királyi esküvőt, ami a spanyol televíziózás történetének legnézettebb televíziós eseménye lett. A párnak az évek alatt két leánya született: Leonóra, Asztúria hercegnője (2005. október 31-én) és Zsófia infánsnő (2007. április 29-én).